# Montreuil-au-Houlme
Montreuil-au-Houlme és un municipi francès situat al departament de l'Orne i a la regió de Normandia. L'any 2007 tenia 120 habitants.

## Demografia

### Població
El 2007 la població de fet de Montreuil-au-Houlme era de 120 persones. Hi havia 52 famílies de les quals 20 eren unipersonals (12 homes vivint sols i 8 dones vivint soles), 8 parelles sense fills i 24 parelles amb fills.
La població ha evolucionat segons el següent gràfic:
Habitants censats

### Habitatges
El 2007 hi havia 72 habitatges, 54 eren l'habitatge principal de la família, 10 eren segones residències i 8 estaven desocupats. Tots els 72 habitatges eren cases. Dels 54 habitatges principals, 44 estaven ocupats pels seus propietaris, 7 estaven llogats i ocupats pels llogaters i 3 estaven cedits a títol gratuït; 6 tenien dues cambres, 10 en tenien tres, 15 en tenien quatre i 23 en tenien cinc o més. 52 habitatges disposaven pel capbaix d'una plaça de pàrquing. A 27 habitatges hi havia un automòbil i a 22 n'hi havia dos o més.

### Piràmide de població
La piràmide de població per edats i sexe el 2009 era:
| Homes | Edats   | Dones |
| ----- | ------- | ----- |
| 0     | 95 o +  | 0     |
| 0     | 90 a 94 | 0     |
| 4     | 85 a 89 | 0     |
| 0     | 80 a 84 | 4     |
| 0     | 75 a 79 | 4     |
| 0     | 70 a 74 | 8     |
| 12    | 65 a 69 | 8     |
| 0     | 60 a 64 | 0     |
| 0     | 55 a 59 | 0     |
| 0     | 50 a 54 | 0     |
| 4     | 45 a 49 | 4     |
| 0     | 40 a 44 | 0     |
| 4     | 35 a 39 | 0     |
| 4     | 30 a 34 | 0     |
| 12    | 25 a 29 | 8     |
| 4     | 20 a 24 | 4     |
| 0     | 15 a 19 | 4     |
| 0     | 10 a 14 | 0     |
| 4     | 5 a 9   | 0     |
| 0     | 0 a 4   | 0     |

## Economia
El 2007 la població en edat de treballar era de 82 persones, 52 eren actives i 30 eren inactives. De les 52 persones actives 47 estaven ocupades (30 homes i 17 dones) i 5 estaven aturades (3 homes i 2 dones). De les 30 persones inactives 13 estaven jubilades, 9 estaven estudiant i 8 estaven classificades com a «altres inactius».

### Ingressos
El 2009 a Montreuil-au-Houlme hi havia 53 unitats fiscals que integraven 120 persones, la mediana anual d'ingressos fiscals per persona era de 13.184 €.

### Activitats econòmiques
Dels 4 establiments que hi havia el 2007, 1 era d'una empresa alimentària, 1 d'una empresa de construcció, 1 d'una empresa financera i 1 d'una empresa classificada com a «altres activitats de serveis».
L'únic servei als particulars que hi havia el 2009 era una lampisteria.
L'any 2000 a Montreuil-au-Houlme hi havia 14 explotacions agrícoles que ocupaven un total de 648 hectàrees.

## Poblacions més properes
El següent diagrama mostra les poblacions més properes.